# Kehra
Kehra (deutsch Kedder) ist eine Kleinstadt im Norden Estlands.

## Lage
Kehra liegt im Kreis Harju. Die Stadt gehört verwaltungsmäßig zur Landgemeinde Anija. Sie liegt am Jägala-Fluss.

## Geschichte

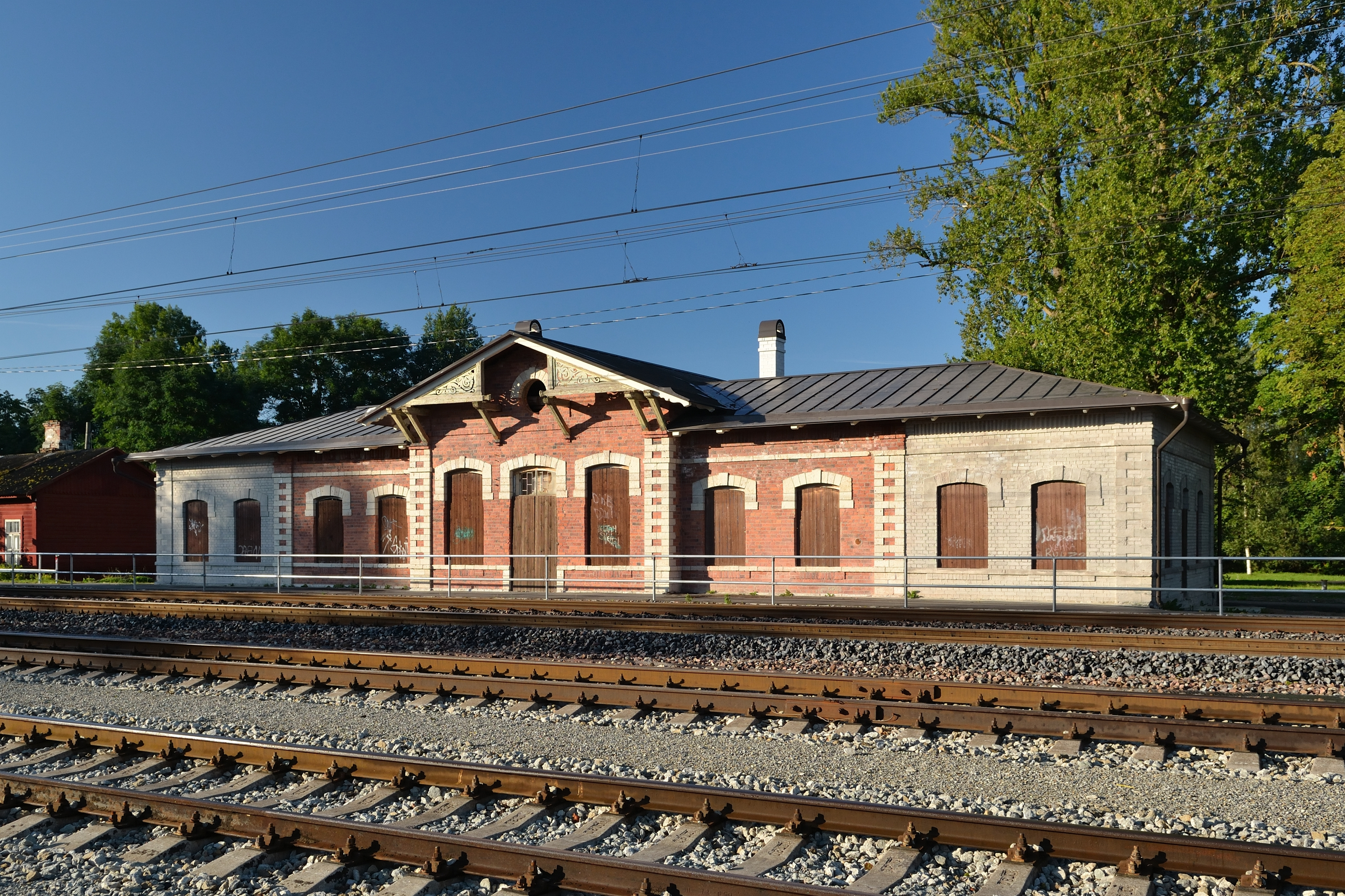
Kehra Bahnhof

Kehra wurde erstmals 1241 im Liber Census Daniæ urkundlich erwähnt. In den 1620/30er Jahren wurde das Gutshaus von Kedder (Kehra mõis) an einer alten Wasserstelle erbaut.
Der eigentliche Beginn der Siedlung hängt mit dem Bau der Bahnlinie von Reval (heute: Tallinn) nach Narva im 19. Jahrhundert zusammen. 1876 erhielt Kedder eigenen Bahnhof und wuchs schnell. 1938 wurde eine Papierfabrik gegründet, die den wirtschaftlichen Aufschwung beschleunigte. Die sowjetische Besatzungsmacht baute sie vor allem in den 1950er und 1960er Jahren weiter aus.
1945 wurde Kehra der Status eines Großdorfs (alevik) zuerkannt. 1993 erhielt es die Stadtrechte.

## Sehenswürdigkeiten
Sehenswert ist das historische Gutshaus von Kehra. Das heutige Gebäude wurde in den 1820er Jahren durch den damaligen deutschbaltischen Eigentümer Friedrich August von Maydell als frühklassizistischer Holzbau errichtet. Im 19. Jahrhundert ging das Gut mit seinen Gebäuden als Schenkung in das Eigentum des Estnischen Agrarvereins (Eestimaa Põllumajanduse Selts) über.

## Entfernungen
- Tallinn: 39 km

## Personen
- Silvi Vrait (1951–2013), Pop- und Jazz-Sängerin